# کنراد اولسن
کنراد اولسن (انگلیسی: Conrad Olsen; ۶ ژوئیهٔ ۱۸۹۱ – ۱۹ اکتبر ۱۹۷۰) قایقران روئینگ اهل نروژ بود.